# Dot da Genius
Dot da Genius, de son vrai nom Oladipo Omishore, est producteur, réalisateur artistique et ingénieur du son américain né le 17 juillet 1986 à Brooklyn, New York.
Il est principalement connu pour sa collaboration avec le rappeur Kid Cudi, et notamment pour le titre Day 'n' Nite (2008). Ils ont également sorti ensemble l'album WZRD (2012). Dot da Genius a également lancé son label HeadBanga Muzik Group, en partenariat avec Universal Music Group.

## Biographie

### Jeunesse et études
Oladipo Omishore nait à New York dans le borough de Brooklyn le 17 juillet 1986. Il a des origines nigérianes notamment Yoruba,. Encouragé par ses parents à pratiquer la musique, il intègre à 7 ans la Brooklyn Music School où il prend des leçons de piano. Bien qu'il se passionne davantage par la guitare, il apprend cependant à jouer des instruments à clavier bien utile quand il se lance ensuite dans la production. Il intègre ensuite l'université polytechnique de New York où il étudie l'électrotechnique et en sort diplômé en 2009.

### Carrière
En parallèle à ses études, il avait commencé en 2003 à s'intéresser au mixage audio via le logiciel FL Studio d'Image-Line. En 2004, Omishore se crée un home studio chez ses parents, qu'il baptisera plus tard Head Banga Muzik Studios. Il intègre ensuite le Brewery Recording Studio. En mai 2009, il s'associe à Andrew Krivonos, propriétaire de Brewery Recording Studio, et le studio se déplace à North Brooklyn.
Il rencontre Kid Cudi en 2006 et lequel il vivra ensuite en colocation pendant deux ans. Les deux artistes se trouvent de nombreux points communs et commencent à travailler ensemble. De cette collaboration nait notamment le titre Day 'n' Nite, qui sort en single en février 2008 et rencontre un vive succès. Le titre figure ensuite sur le premier album de Kid Cudi, Man on the Moon: The End of Day, sorti l'année suivante.
Sa collaboration avec Kid Cudi se poursuivra notamment sur l'album de ce dernier, Man on the Moon II: The Legend of Mr. Rager (2010). Ils forment ensuite le groupe WZRD et enregistrent un album du même nom, sorti en 2012. Il s'agit d'un projet orienté vers le rock influencé par des groupes comme Nirvana, Pixies ou encore Pink Floyd. Ils ont enregistré la plupart des titres dans le bus lors d'une tournée ou dans le home studio de Kid Cudi à Hollywood Hills. Sorti en février 2012, l'album s'écoule à 70 499 exemplaires aux Etats-Unis pour sa première semaine.

### Vie privée
Omishore a une fille.
En septembre 2014, l'artiste Jhené Aiko révèle qu'ils sont en couple. Ils annoncent leur mariage en mars 2016,,,. En août 2016, Jhené Aiko demande le divorce, finalisé en octobre 2017,.
Parmi ses albums favoris, il cite The Dark Side of the Moon (1973) de Pink Floyd, The Chronic (1992) de Dr. Dre, ATLiens (1996) d'Outkast ou encore Viva la Vida or Death and All His Friends de Coldplay.

## Discographie

### AvecWZRD
- 2012 : WZRD

### Productions

#### 2008
Kid Cudi - A Kid Named Cudi (mixtape)
- 07. "Day 'n' Nite"
- 16. "Cleveland is the Reason"

non utilisé
- "Dat New New"

#### 2009
Mickey Factz
- "Who's Hotter"

Kid Cudi - Man on the Moon: The End of Day
- 07. "Day 'n' Nite (Nightmare)"

#### 2010
Fabri Fibra - Controcultura
- 10. "Insensibile" (featuring Dargen D'Amico)
- 17. "In Alto" (featuring Simona Barbieri)

Kid Cudi - Man on the Moon II: The Legend of Mr. Rager
- 05. "Marijuana" (coproduit par Kid Cudi et Mike Dean)
- 17. "Trapped in My Mind" (coproduit par Kid Cudi)
- 18. "Maybe" (titre bonus)

#### 2011
Bande originale de Fright Night
- 01. Kid Cudi - "No One Believes Me" (coproduit par Kid Cudi)

#### 2012
Chip tha Ripper - Tell Ya Friends
- 20. "Ride 4 U" (featuring Kid Cudi & Far East Movement)

Rilgood - JFK
- 13. "Banga" (titre bonus)

Micahfonecheck - August Rush
- 04. "Broke Broke"

D-WHY - Don't Flatter Yourself
- 15. "So Committed"

Mr. MFN eXquire - Power & Passion
- 01. "Cari Zalioni"

#### 2013
Fabri Fibra - Guerra e Pace
- 09. "La Solitudine Dei Numeri Uno" (produit avec Woodro Skillson)
- 13. "Nemico Pubblico" (produit avec Woodro Skillson)
- 16. "Alta Vendita" (produit avec Woodro Skillson)

Kid Cudi - Indicud
- 06. "Immortal" (percussions et cordes)
- 08. "Girls" (featuring Too Short) (percussions et cordes)

Rockie Fresh - The Birthday Tape
- 05. "Rollin'" (featuring Gunplay)

King Chip - 44108
- 10. "Police in the Trunk" (produit avec Rami)

Mr. MFN eXquire - Kismet: Blue Edition
- 25. "Untitled" (featuring Chance the Rapper)

Rilgood - Kingdom
- 03. "Young Kings" (produit avec Woodro Skillson)

Compilation Saint Heron
- 11. Jhené Aiko - "Drinking and Driving"

#### 2014
Kid Cudi - Satellite Flight: The Journey to Mother Moon
- 06. "Too Bad I Have to Destroy You Now" (coproduit par Kid Cudi)

Jhené Aiko - Souled Out
- 01. "Limbo Limbo Limbo" (production additionnelle)
- 07. "Wading"

Compilation LA Leakers & LRG Presents: Leaks of the Industry '14
- 02. Logic featuring Hit-Boy & Audio Push - "Everything I Am"

#### 2015
Fabri Fibra -  Squallor
- 08. "Cosa Avevi Capito?"

Audio Push - Good Vibe Tribe
- 06. "Normally" (coproduit avec Hit-Boy)

#### 2016
Jesse Boykins III - Bartholomew
- 11. "Vegetables" (featuring Willow & Syd)

Travis Scott - Birds in the Trap Sing McKnight
- 04. "Through the Late Night" (featuring Kid Cudi) (produit avec Cardo et Cubeatz)

6LACK - Free 6LACK
- 11. "Alone / EA6" (produit avec Singawd, 6LACK et Rabitsch)

Kid Cudi - Passion, Pain and Demon Slayin'
- 15. "Kitchen" (produit avec Plain Pat)
- 16. "Cosmic Warrior"
- 17. "The Guide" (featuring André 3000)

#### 2017
Talib Kweli & Styles P. - The Seven
- 05. "Teleprompters" (featuring Common & Little Vic) (coproduit par 88-Keys)

Jhené Aiko - Trip
- 01. "LSD"
- 08. "New Balance" (produit avec LeJKeys)
- 12. "Nobody" (coproduction)
- 14. "Bad Trip (Interlude)"
- 21. "Ascension" (featuring Brandy) (coproduction)
- 23. "Hello Ego" (featuring Chris Brown)
- 24. "Clear My Mind"

#### 2020
Kid Cudi - Man on the Moon III: The Chosen
- coproduction de l'album entier